# Opłata uzdrowiskowa
Opłata uzdrowiskowa – opłata lokalna pobierana za przebywanie na terenie miejscowości uzdrowiskowych.

## Opłata uzdrowiskowa w Polsce
W Polsce opłata uzdrowiskowa pobierana jest na podstawie ustawy z dnia 12 stycznia 1991 roku o podatkach i opłatach lokalnych. Nakładana jest na osoby fizyczne, które przebywają dłużej niż dobę w miejscowościach, którym nadano status uzdrowiska. Rada gminy w drodze uchwały określa wysokość opłaty (w granicach ustawowych), jak i zasady jej ustalania, poboru i terminy płatności. Od osób na które nałożono opłatę uzdrowiskową nie pobiera się dodatkowo opłaty miejscowej. 

### Zwolnienia
Zwalnia się z opłaty:
- osoby przebywające w szpitalach
- niewidomych i ich przewodników
- właścicieli domów letniskowych położonych w gminie uzdrowiskowej
- zorganizowane grupy dzieci i młodzieży szkolnej
- członków personelu dyplomatycznego, na zasadzie wzajemności

Ponadto gminy mogą określać dodatkowe zwolnienia.